# Gare de Grandson
La gare de Grandson est une gare ferroviaire située sur le territoire de la commune suisse de Grandson, dans le canton de Vaud.

## Situation ferroviaire
Établie à 435,5 mètres d'altitude, la gare de Grandson est située au point kilométrique 42,71 de la ligne du Pied-du-Jura, entre les gares d'Yverdon-les-Bains (en direction de Lausanne) et de Concise (en direction de Bienne).
Elle est dotée de trois voies et de deux quais, dont un central et un latéral.

## Histoire
La gare de Grandson a été inaugurée en 1859 avec la mise en service du tronçon Yverdon-les-Bains - Vaumarcus de la ligne du Pied-du-Jura,.
L'électrification de la ligne, d'Yverdon-les-Bains à Bienne, a été mise en service le 23 décembre 1927.
Depuis le changement d'horaire du 13 décembre 2015, la gare est devenue le terminus du RER Vaud, à la place de la gare d'Yverdon-les-Bains,,. Ce prolongement a nécessité la construction d'un quai le long d'une ancienne voie de débord de trains de fret, réutilisée pour l'arrêt des trains du RER Vaud et leur rebroussement à quai. Ceux-ci font 55 centimètres de haut et 225 mètres de long,,.

## Service des voyageurs

### Accueil
Gare des CFF, elle est dotée d'un bâtiment voyageurs fermé et d'un distributeur automatique de titres de transport sur le quai latéral. Ce même quai est accessible aux personnes à mobilité réduite, tandis que le quai central ne l'est pas.
Un parc relais de 40 places est également présent au niveau de la gare pour le stationnement des automobiles.

### Desserte
La gare fait partie du RER Vaud, assurant des liaisons rapides à fréquence élevée dans l'ensemble du canton de Vaud. Grandson est desservie chaque heure dans chaque sens par un train des lignes S1 et S2 à destination de Cully (exceptionnellement limité à Lausanne).

### Intermodalité
La gare est en correspondance avec les lignes d'autocars interurbains CarPostal 620 reliant la gare d'Yverdon-les-Bains à la gare de Vuitebœuf, 625 reliant la gare d'Yverdon-les-Bains à Mauborget, 630 reliant la gare d'Yverdon-les-Bains à la gare de Gorgier-Saint-Aubin et 635 reliant la gare d'Yverdon-les-Bains à Provence.
La gare est également en correspondance avec le port de Grandson où s'arrêtent deux allers-retours assurés de mi-mai à fin septembre par la compagnie Lacs de Neuchâtel et Morat entre Estavayer-le-Lac et Yverdon-les-Bains ainsi qu'un aller-retour entre Grandson et Yverdon-les-Bains.